# اریک‌دیبی (آیدین‌تپه)
اریک‌دیبی {{ترکی|Erikdibi) (به لاتین: Paxnik) یک منطقهٔ مسکونی در ترکیه است که در آیدین‌تپه واقع شده‌است. اریک‌دیبی ۲۴۹ نفر جمعیت دارد.